# Pidhorb
Pidhorb, česky Podhorb, ukrajinsky Підгорб, maďarsky Hegyfark, je vesnice v Baranynské územní komunitě, v okrese Užhorod, v Zakarpatské oblasti na západě Ukrajiny. V roce 2001 zde žilo 406 obyvatel.

## Historie
Ves byla založena v roce 1912. Po uzavření Trianonské smlouvy byla obec součástí Československa, nejdříve pod názvem Hedfark, poté pod názvem Podhorb. V roce 1921 zde stálo 34 domů a žilo 167 obyvatel, z toho 1 Čechoslovák, 154 Rusínů a 12 Maďarů. V roce 1939 byla ves okupována Maďarskem. Od roku 1945 byla součástí Ukrajinské sovětské socialistické republiky, která byla součástí SSSR. Od roku 1991 je součástí nezávislé Ukrajiny.